# Československo na letních olympijských hrách
Československo se účastnilo olympijských her v letech 1920–1992. Pouze v r. 1984 byla účast na LOH v Los Angeles z politických důvodů zrušena. Od roku 1993 v jeho tradici pokračují samostatná Česká republika (jako nástupnický stát) a Slovensko. Předchůdcem byli olympionici z Českého království.

## Účast naLOH
| Přehled československých medailí na LOH | Přehled československých medailí na LOH | Přehled československých medailí na LOH | Přehled československých medailí na LOH | Přehled československých medailí na LOH | Přehled československých medailí na LOH | Přehled československých medailí na LOH |
| --------------------------------------- | --------------------------------------- | --------------------------------------- | --------------------------------------- | --------------------------------------- | --------------------------------------- | --------------------------------------- |
| Poř.                                    | Československo na LOH                   | Město / Země                            | Zlatá olympijská medaile                | Stříbrná olympijská medaile             | Bronzová olympijská medaile             | Celkem                                  |
| 7                                       | Československo na LOH 1920              | 1920 Antverpy (Belgie)                  | 0                                       | 0                                       | 2                                       | 2                                       |
| 8                                       | Československo na LOH 1924              | 1924 Paříž (Francie)                    | 1                                       | 4                                       | 5                                       | 10                                      |
| 9                                       | Československo na LOH 1928              | 1928 Amsterdam (Nizozemsko)             | 2                                       | 5                                       | 2                                       | 9                                       |
| 10                                      | Československo na LOH 1932              | 1932 Los Angeles (USA)                  | 1                                       | 2                                       | 1                                       | 4                                       |
| 11                                      | Československo na LOH 1936              | 1936 Berlín (Německo)                   | 3                                       | 5                                       | 0                                       | 8                                       |
| 14                                      | Československo na LOH 1948              | 1948 Londýn (Velká Británie)            | 6                                       | 2                                       | 3                                       | 11                                      |
| 15                                      | Československo na LOH 1952              | 1952 Helsinky (Finsko)                  | 7                                       | 3                                       | 3                                       | 13                                      |
| 16                                      | Československo na LOH 1956              | 1956 Melbourne (Austrálie)              | 1                                       | 4                                       | 1                                       | 6                                       |
| 17                                      | Československo na LOH 1960              | 1960 Řím (Itálie)                       | 3                                       | 2                                       | 3                                       | 8                                       |
| 18                                      | Československo na LOH 1964              | 1964 Tokio (Japonsko)                   | 5                                       | 6                                       | 3                                       | 14                                      |
| 19                                      | Československo na LOH 1968              | 1968 Ciudad de México (Mexiko)          | 7                                       | 2                                       | 4                                       | 13                                      |
| 20                                      | Československo na LOH 1972              | 1972 Mnichov (Německo)                  | 2                                       | 4                                       | 2                                       | 8                                       |
| 21                                      | Československo na LOH 1976              | 1976 Montréal (Kanada)                  | 2                                       | 2                                       | 4                                       | 8                                       |
| 22                                      | Československo na LOH 1980              | 1980 Moskva (SSSR)                      | 2                                       | 3                                       | 9                                       | 14                                      |
| 23                                      | —————                                   | 1984 Los Angeles (USA)                  | bez československé účasti               | bez československé účasti               | bez československé účasti               | bez československé účasti               |
| 24                                      | Československo na LOH 1988              | 1988 Soul (Jižní Korea)                 | 3                                       | 3                                       | 2                                       | 8                                       |
| 25                                      | Československo na LOH 1992              | 1992 Barcelona (Španělsko)              | 4                                       | 2                                       | 1                                       | 7                                       |
|                                         | Celkem                                  |                                         | 49                                      | 49                                      | 45                                      | 143                                     |
| Zdroj na Olympedia.org                  |                                         |                                         |                                         |                                         |                                         |                                         |

## Medailisté
| Rok  | Dějiště          | Olympionik | Disciplína                                            |
| ---- | ---------------- | --- | ----------------------------------------------------- |
| 1924 | Paříž            | Bedřich Šupčík | sportovní gymnastika – šplh                           |
| 1928 | Amsterdam        | František Ventura | jezdectví – parkurové skákání (kůň Eliot)             |
| 1928 | Amsterdam        | Ladislav Vácha | sportovní gymnastika – bradla                         |
| 1932 | Los Angeles      | Jaroslav Skobla | vzpírání – těžká váha                                 |
| 1936 | Berlín           | Alois Hudec | sportovní gymnastika – kruhy                          |
| 1936 | Berlín           | Zdeněk Škrland, Václav Mottl | kanoistika – C2 10 000 m                              |
| 1936 | Berlín           | Vladimír Syrovátka, Jan Brzák | kanoistika – C2 1 000 m                               |
| 1948 | Londýn           | Emil Zátopek | atletika – běh 10 000 m                               |
| 1948 | Londýn           | Július Torma | box – velterová váha                                  |
| 1948 | Londýn           | Zdeňka Honsová, Miloslava Misáková, Věra Růžičková, Božena Srncová, Milena Müllerová, Zdeňka Veřmiřovská, Olga Šilhánová, Marie Kovářová, Eliška Misáková (in memoriam) | sportovní gymnastika – družstvo žen                   |
| 1948 | Londýn           | Bohumil Kudrna, Jan Brzák | kanoistika – C2 1 000 m                               |
| 1948 | Londýn           | Josef Holeček | kanoistika – C1 1 000 m                               |
| 1948 | Londýn           | František Čapek | kanoistika – C1 10 000 m                              |
| 1952 | Helsinky         | Emil Zátopek | atletika – běh 5 000 m                                |
| 1952 | Helsinky         | Emil Zátopek | atletika – běh 10 000 m                               |
| 1952 | Helsinky         | Emil Zátopek | atletika – maraton                                    |
| 1952 | Helsinky         | Dana Zátopková | atletika – hod oštěpem                                |
| 1952 | Helsinky         | Karel Mejta, Jiří Havlis, Jan Jindra, Stanislav Lusk, kormidelník Miroslav Koranda | veslování – čtyřka s kormidelníkem                    |
| 1952 | Helsinky         | Josef Holeček | kanoistika – C1 1 000 m                               |
| 1952 | Helsinky         | Ján Zachara | box – pérová váha                                     |
| 1956 | Melbourne        | Olga Fikotová | atletika – hod diskem                                 |
| 1960 | Řím              | Bohumil Němeček | box – lehká velterová váha                            |
| 1960 | Řím              | Eva Bosáková | sportovní gymnastika – kladina                        |
| 1960 | Řím              | Václav Kozák, Pavel Schmidt | veslování – dvojskif                                  |
| 1964 | Tokio            | Věra Čáslavská | sportovní gymnastika – osmiboj                        |
| 1964 | Tokio            | Věra Čáslavská | sportovní gymnastika – přeskok                        |
| 1964 | Tokio            | Věra Čáslavská | sportovní gymnastika – kladina                        |
| 1964 | Tokio            | Jiří Daler | cyklistika – stíhací závod jednotlivců                |
| 1964 | Tokio            | Hans Zdražila | vzpírání – střední váha                               |
| 1968 | Ciudad de México | Věra Čáslavská | sportovní gymnastika – osmiboj                        |
| 1968 | Ciudad de México | Věra Čáslavská | sportovní gymnastika – přeskok                        |
| 1968 | Ciudad de México | Věra Čáslavská | sportovní gymnastika – bradla                         |
| 1968 | Ciudad de México | Věra Čáslavská | sportovní gymnastika – prostná                        |
| 1968 | Ciudad de México | Miloslava Rezková | atletika – skok vysoký                                |
| 1968 | Ciudad de México | Milena Duchková | skoky do vody – 10 m věž                              |
| 1968 | Ciudad de México | Jan Kůrka | střelba – libovolná malorážka                         |
| 1972 | Mnichov          | Ludvík Daněk | atletika – hod diskem                                 |
| 1972 | Mnichov          | Vítězslav Mácha | zápas řecko-římský – váha do 74 kg                    |
| 1976 | Montréal         | Anton Tkáč | cyklistika – sprint                                   |
| 1976 | Montréal         | Josef Panáček | střelba – skeet                                       |
| 1980 | Moskva           | Stanislav Seman, Luděk Macela, Josef Mazura, Libor Radimec, Zdeněk Rygel, Petr Němec, Ladislav Vízek, Jan Berger, Jindřich Svoboda, Lubomír Pokluda, Verner Lička, Oldřich Rott, František Štambachr, František Kunzo, Zdeněk Šreiner, Rostislav Václavíček, Jaroslav Netolička, trenér František Havránek | kopaná – družstvo mužů                                |
| 1980 | Moskva           | Ota Zaremba | vzpírání – váha do 100 kg                             |
| 1988 | Soul             | Miroslav Varga | střelba – libovolná malorážka                         |
| 1988 | Soul             | Jozef Pribilinec | atletika – chůze na 20 km                             |
| 1988 | Soul             | Miloslav Mečíř | tenis – dvouhra                                       |
| 1992 | Barcelona        | Robert Změlík | atletika – desetiboj                                  |
| 1992 | Barcelona        | Jan Železný | atletika – hod oštěpem                                |
| 1992 | Barcelona        | Lukáš Pollert | kanoistika – C1 slalom                                |
| 1992 | Barcelona        | Petr Hrdlička | střelba – trap                                        |
| 1924 | Paříž            | Robert Pražák | sportovní gymnastika – víceboj                        |
| 1924 | Paříž            | Robert Pražák | sportovní gymnastika – bradla                         |
| 1924 | Paříž            | Robert Pražák | sportovní gymnastika – kruhy                          |
| 1924 | Paříž            | Jan Koutný | sportovní gymnastika – přeskok (kůň nadél)            |
| 1928 | Amsterdam        | Jan Heřmánek | box – střední váha                                    |
| 1928 | Amsterdam        | Emanuel Löffler | sportovní gymnastika – přeskok (kůň nadél)            |
| 1928 | Amsterdam        | Ladislav Vácha | sportovní gymnastika – kruhy                          |
| 1928 | Amsterdam        | Jindřich Maudr | zápas řecko-římský – bantamová váha                   |
| 1928 | Amsterdam        | Jan Koutný, Václav Veselý, Ladislav Tikal, Emanuel Löffler, Jan Gajdoš, Ladislav Vácha, Josef Effenberger, Bedřich Šupčík | sportovní gymnastika – družstvo mužů                  |
| 1932 | Los Angeles      | Václav Pšenička | vzpírání – těžká váha                                 |
| 1932 | Los Angeles      | Josef Urban | zápas řecko-římský – těžká váha                       |
| 1936 | Berlín           | Bohuslav Karlík | kanoistika – C1 1 000 m                               |
| 1936 | Berlín           | Václav Pšenička | vzpírání – těžká váha                                 |
| 1936 | Berlín           | Jozef Herda | zápas řecko-římský – lehká váha                       |
| 1936 | Berlín           | Josef Klapuch | zápas ve volném stylu – těžká váha                    |
| 1936 | Berlín           | Jaroslava Bajerová, Vlasta Děkanová, Božena Dobešová, Vlasta Foltová, Anna Hřebřinová, Matylda Pálfyová, Zdeňka Veřmiřovská, Marie Větrovská | sportovní gymnastika – družstvo žen                   |
| 1948 | Londýn           | Emil Zátopek | atletika – běh 5 000 m                                |
| 1948 | Londýn           | Václav Havel, Jiří Pecka | kanoistika – C2 10 000 m                              |
| 1952 | Helsinky         | Josef Doležal | atletika – chůze 50 km                                |
| 1952 | Helsinky         | Jan Brzák, Bohumil Kudrna | kanoistika – C2 1 000 m                               |
| 1952 | Helsinky         | Josef Růžička | zápas řecko-římský – těžká váha                       |
| 1956 | Melbourne        | Eva Bosáková | sportovní gymnastika – kladina                        |
| 1956 | Melbourne        | Ladislav Fouček | cyklistika – 1 km s pevným startem                    |
| 1956 | Melbourne        | Ladislav Fouček, Václav Machek | cyklistika – tandem                                   |
| 1956 | Melbourne        | Otokar Hořínek | střelba – libovolná malorážka                         |
| 1960 | Řím              | Dana Zátopková | atletika – hod oštěpem                                |
| 1960 | Řím              | Věra Čáslavská, Eva Bosáková, Ludmila Švédová, Adolfína Tačová, Matylda Šínová-Matoušková, Hana Růžičková | sportovní gymnastika – družstvo žen                   |
| 1964 | Tokio            | Josef Odložil | atletika – běh 1 500 m                                |
| 1964 | Tokio            | Ludvík Daněk | atletika – hod diskem                                 |
| 1964 | Tokio            | Jiří Kormaník | zápas řecko-římský – střední váha                     |
| 1964 | Tokio            | Věra Čáslavská, Hana Růžičková, Jaroslava Sedláčková, Adolfína Tkačíková, Marianna Krajčírová, Jana Posnerová | sportovní gymnastika – družstvo žen                   |
| 1964 | Tokio            | Václav Šmídl, Josef Šorm, Ladislav Toman, Karel Paulus, Boris Perušič, Pavel Schenk, Petr Kop, Josef Labuda, Josef Musil, Milan Čuda, Bohumil Golián, Zdeněk Humhal, trenér Josef Brož | volejbal – družstvo mužů                              |
| 1964 | Tokio            | Josef Vojta, Vladimír Weiss, Anton Švajlen, Anton Urban, František Valošek, Karel Nepomucký, Zdeněk Pičman, František Schmucker, Vojtech Masný, Štefan Matlák, Ivan Mráz, František Knebort, Karel Knesl, Karel Lichtnégl, Jan Brumovský, Ľudovít Cvetler, Ján Geleta                                      | kopaná – družstvo mužů                                |
| 1968 | Ciudad de México | Věra Čáslavská, Marianna Krajčírová, Jana Posnerová, Hana Lišková, Bohumila Řimnáčová, Miroslava Skleničková | sportovní gymnastika – družstvo žen                   |
| 1968 | Ciudad de México | Věra Čáslavská | sportovní gymnastika – kladina                        |
| 1972 | Mnichov          | Ladislav Falta | střelba – rychlopalná pistole                         |
| 1972 | Mnichov          | Oldřich Svojanovský, Pavel Svojanovský, kormidelník Vladimír Petříček | veslování – dvojka s kormidelníkem                    |
| 1972 | Mnichov          | Milena Duchková | skoky do vody – 10 m věž                              |
| 1972 | Mnichov          | Jaroslav Škarvan, Peter Pospíšil, Ivan Satrapa, Zdeněk Škára, Vincent Lafko, Andrej Lukošík, Pavel Mikeš, Jaroslav Konečný, František Králík, Jindřich Krepindl, Vladimír Jarý, Jiří Kavan, Arnošt Klimčík, Ladislav Beneš, František Brůna, Vladimír Haber, trenéři Jiří Vícha a L. Šesták                | házená – družstvo mužů                                |
| 1976 | Montréal         | Vítězslav Mácha | zápas řecko-římský – váha do 74 kg                    |
| 1976 | Montréal         | Jiří Adam, Jan Bártů, Bohumil Starnovský | moderní pětiboj – družstvo mužů                       |
| 1980 | Moskva           | Imrich Bugár | atletika – hod diskem                                 |
| 1980 | Moskva           | Jarmila Kratochvílová | atletika – běh 400 m                                  |
| 1980 | Moskva           | Milada Blažková, Jiřina Čermáková, Jiřina Hájková, Berta Hrubá, Ida Hubáčková, Jiřina Kadlecová, Jarmila Králíčková, Jiřina Křížová, Alena Kyselicová, Jana Lahodová, Květa Petříčková, Viera Podhányiová, Marie Sýkorová, Iveta Šranková, Marta Urbanová a Lenka Vymazalová                               | pozemní hokej – družstvo žen                          |
| 1988 | Soul             | Miloslav Bednařík | střelba – trap                                        |
| 1988 | Soul             | Jan Železný | atletika – hod oštěpem                                |
| 1988 | Soul             | Helena Suková, Jana Novotná | tenis – čtyřhra žen                                   |
| 1992 | Barcelona        | Václav Chalupa | veslování – skif                                      |
| 1992 | Barcelona        | Miroslav Šimek, Jiří Rohan | kanoistika – C2 slalom                                |
| 1920 | Antverpy         | Milada Skrbková, Ladislav Žemla | tenis – smíšená čtyřhra                               |
| 1920 | Antverpy         | Karel Wälzer, Karel Pešek, Josef Šroubek, Otakar Vindyš, Valentin Loos, Jan Palouš, Jan Peka, Karel Hartmann, Josef Loos | lední hokej – družstvo mužů (turnaj byl součástí LOH) |
| 1924 | Paříž            | Bedřich Šupčík | sportovní gymnastika – víceboj                        |
| 1924 | Paříž            | Ladislav Vácha | sportovní gymnastika – šplh                           |
| 1924 | Paříž            | Ladislav Vácha | sportovní gymnastika – kruhy                          |
| 1924 | Paříž            | Bohumil Mořkovský | sportovní gymnastika – přeskok (kůň nadél)            |
| 1924 | Paříž            | Bohumil Durdis | vzpírání – váha do 67,5 kg                            |
| 1928 | Amsterdam        | Emanuel Löffler | sportovní gymnastika – kruhy                          |
| 1928 | Amsterdam        | Jaroslav Skobla | vzpírání – těžká váha                                 |
| 1932 | Los Angeles      | František Douda | atletika – vrh koulí                                  |
| 1948 | Londýn           | Zdeněk Růžička | sportovní gymnastika – kruhy                          |
| 1948 | Londýn           | Zdeněk Růžička | sportovní gymnastika – prostná                        |
| 1948 | Londýn           | Leo Sotorník | sportovní gymnastika – přeskok                        |
| 1952 | Helsinky         | Alfréd Jindra | kanoistika – C1 10 000 m                              |
| 1952 | Helsinky         | Eva Věchtová, Alena Chadimová, Jana Rabasová, Božena Srncová, Hana Bobková, Matylda Šínová-Matoušková, Věra Vančurová, Alena Reichová | sportovní gymnastika – družstvo žen                   |
| 1952 | Helsinky         | Mikuláš Athanasov | zápas řecko-římský – lehká váha                       |
| 1956 | Melbourne        | Jiří Skobla | atletika – vrh koulí                                  |
| 1960 | Řím              | Josef Němec | box – těžká váha                                      |
| 1960 | Řím              | Bohumil Kubát | zápas řecko-římský – těžká váha                       |
| 1960 | Řím              | Bohumil Janoušek, Jan Jindra, Jiří Lundák, Stanislav Lusk, Václav Pavkovič, Luděk Pojezný, Jan Švéda, Josef Věntus, kormidelník Miroslav Koníček | veslování – osma s kormidelníkem                      |
| 1964 | Tokio            | Vladimír Andrs, Pavel Hofmann | veslování – dvojskif                                  |
| 1964 | Tokio            | Luděk Pojezný, Július Toček, Josef Věntus, Jiří Lundák, Jan Mrvík, Richard Nový, Petr Čermák, Bohumil Janoušek, kormidelník Miroslav Koníček | veslování – osma s kormidelníkem                      |
| 1964 | Tokio            | Lubomír Nácovský | střelba – rychlopalná pistole                         |
| 1968 | Ciudad de México | Ludvík Daněk | atletika – hod diskem                                 |
| 1968 | Ciudad de México | Miroslav Zeman | zápas – muší váha                                     |
| 1968 | Ciudad de México | Petr Kment | zápas řecko-římský – těžká váha                       |
| 1968 | Ciudad de México | František Sokol, Jiří Svoboda, Lubomír Zajíček, Antonín Procházka, Pavel Schenk, Josef Smolka, Drahomír Koudelka, Josef Musil, Vladimír Petlák, Bohumil Golián, Zdeněk Groessl, Petr Kop, trenér Václav Matiášek                                                                                           | volejbal – družstvo mužů                              |
| 1972 | Mnichov          | Eva Šuranová | atletika – skok daleký                                |
| 1972 | Mnichov          | Otakar Mareček, Karel Neffe, Vladimír Jánoš, František Provazník, kormidelník Vladimír Petříček | veslování – čtyřka s kormidelníkem                    |
| 1976 | Montréal         | Helena Fibingerová | atletika – vrh koulí                                  |
| 1976 | Montréal         | Jan Bártů | moderní pětiboj – jednotlivci                         |
| 1976 | Montréal         | Pavel Svojanovský, Oldřich Svojanovský, kormidelník Ludvík Vébr | veslování – dvojka s kormidelníkem                    |
| 1976 | Montréal         | Jaroslav Hellebrand, Vladek Lacina, Zdeněk Pecka, Václav Vochoska | veslování – párová čtyřka                             |
| 1980 | Moskva           | Michal Klasa, Vlastibor Konečný, Alipi Kostadinov, Jiří Škoda | cyklistika silniční – časovka družstev na 100 km      |
| 1980 | Moskva           | Theodor Černý, Martin Penc, Jiří Pokorný, Igor Sláma | cyklistika dráhová – stíhací závod družstev na 4 km   |
| 1980 | Moskva           | Jiří Tabák | sportovní gymnastika – kruhy                          |
| 1980 | Moskva           | Dušan Poliačik | vzpírání – váha do 82,5 kg                            |
| 1980 | Moskva           | Zdeněk Pecka, Václav Vochoska | veslování – dvojskif                                  |
| 1980 | Moskva           | Vladimír Kocman | judo – váha do 85 kg                                  |
| 1980 | Moskva           | Dan Karabin | zápas ve volném stylu – váha do 74 kg                 |
| 1980 | Moskva           | Július Strnisko | zápas ve volném stylu – váha do 100 kg                |
| 1980 | Moskva           | Ján Franek | box – váha do 71 kg                                   |
| 1988 | Soul             | Miloslav Mečíř, Milan Šrejber | tenis – čtyřhra mužů                                  |
| 1988 | Soul             | Jozef Lohyňa | zápas ve volném stylu – váha do 82 kg                 |
| 1992 | Barcelona        | Luboš Račanský | střelba – běžící terč                                 |

### Medaile podle sportovních odvětví
| Sport                                     | Zlato | Stříbro | Bronz | Celkem | Ref. |
| Sportovní gymnastika                      | 12    | 13      | 10    | 35     |      |
| Atletika                                  | 11    | 8       | 5     | 24     |      |
| Zápas                                     | 1     | 7       | 7     | 15     |      |
| Rychlostní kanoistika                     | 7     | 4       | 1     | 12     |      |
| Veslování                                 | 2     | 2       | 7     | 11     |      |
| Sportovní střelba                         | 4     | 3       | 2     | 9      |      |
| Vzpírání                                  | 3     | 2       | 3     | 8      |      |
| Box                                       | 3     | 1       | 2     | 6      |      |
| Dráhová cyklistika                        | 2     | 2       | 1     | 5      |      |
| Silniční cyklistika                       | 0     | 0       | 1     | 1      |      |
| Tenis                                     | 1     | 1       | 2     | 4      |      |
| Skoky do vody                             | 1     | 1       | 0     | 2      |      |
| Fotbal                                    | 1     | 1       | 0     | 2      |      |
| Moderní pětiboj                           | 0     | 1       | 1     | 2      |      |
| Volejbal                                  | 0     | 1       | 1     | 2      |      |
| Jezdectví                                 | 1     | 0       | 0     | 1      |      |
| Pozemní hokej                             | 0     | 1       | 0     | 1      |      |
| Házená                                    | 0     | 1       | 0     | 1      |      |
| Judo                                      | 0     | 0       | 1     | 1      |      |
| Lední hokej (v roce 1920 na programu LOH) | 0     | 0       | 1     | 1      |      |
| Celkem                                    | 49    | 49      | 45    | 143    |      |